# 家宅六神

神産み神話（イザナギ・イザナミが生んだ神々） SVGで表示（対応ブラウザのみ）

家宅六神（かたくろくしん）は、神道における家宅を表す（または守る）六柱の神の総称である。
家宅六神は、建物の材料や構造を示したものである。六柱とも、『古事記』において国産みを終えた後、神産みの最初に大事忍男神が産まれた後にイザナギとイザナミの子として産まれている。

## 石土毘古神
最初に産まれたのは石土毘古神（いはつちびこのかみ）である。

## 石巣比売神
2番目が石巣比売神（いはすひめのかみ）である。
『古史伝』では、この二神は上筒男神の別名であるとしている。『神名考』では、石土毘古神は土を、石巣比売神は砂を司る神であるとしている。

## 大戸日別神
3番目は大戸日別神（おほとひわけのかみ）である。性別は不明である。『古事記伝』では大直毘神と混同された神であるとしている。『神名考』では、門の神の一つであるとしている。

## 天之吹男神
4番目は天之吹男神（あめのふきおのかみ）である。『古事記伝』では、その名前から「大祓詞」に登場する気吹戸主（いぶきどぬし）と同神と解釈している。『神名考』では屋上の神としている。

## 大屋毘古神
5番目は大屋毘古神（おおやびこのかみ）である。大国主の神話に登場し、五十猛神の別名ともされる「大屋毘古神」とは別神とされる。

## 風木津別之忍男神
最後に産まれたのが風木津別之忍男神（かざもつわけのおしおのかみ）である。読みについては、原文の註記に「木は音を用いる」とあるので「も」と読むことになる。『古事記伝』では、この註は後で誤って挿入されたものであるとして「かざけつわけおしを」と読むとしている。また、『古事記伝』では、底筒男神、または大祓詞の速佐須良比売と同神としている。